# Мишкино (Курганская область)
Мишкино — рабочий посёлок в Курганской области России. Административный центр Мишкинского района.
В рамках административно-территориального устройства является посёлком городского типа районного подчинения. В рамках муниципального устройства вместе с 2 прилегающими деревнями образует муниципальное образование рабочий посёлок Мишкино со статусом городского поселения.
Население — 6614 чел. (2021).
Транспортный узел (железные и шоссейные дороги; Транссибирская магистраль). Промышленный посёлок с предприятиями лёгкой и пищевой промышленности.

## Физико-географическая характеристика
Географическое положение
Посёлок расположен в Курганской области (Зауралье), в 96 км на запад от г. Курган, в 46 км на восток от г. Шумиха (Курганская область) и в 173 км на восток от г. Челябинск, в 98 км на юг от г. Шадринск (Курганская область).
Посёлок в своих границах имеет девять озёр: Глубокое, Центральное, Почтовое, Мельничное, Совхозное, Харино, Базанкино, Иванковское, Такташинское.
Часовой пояс
Мишкино, как и вся Курганская область находится в часовой зоне МСК+2. Смещение применяемого времени относительно UTC составляет +5:00.

## История
Основан в 1798 году. К середине XIX века в поселении было 99 дворов с численностью населения около 500 человек. В 1892—1893 годах проведена железная дорога (Транссибирская магистраль), образована станция.
В 1908 году сооружен Свято-Троицкий храм, действующий и в настоящее время. В храме находится список чудотворной Порт-Артурской иконы Божией Матери. С 27 октября 1923 года административный центр одноимённого района Челябинского округа Уральской области. После образования Курганской области 6 февраля 1943 года, входит в её состав.
В 1944 году присвоен статус рабочего поселка (посёлок городского типа).

## Население
| 1939  | 1959  | 1970  | 1979  | 1989  | 2002  | 2009  |
| ----- | ----- | ----- | ----- | ----- | ----- | ----- |
| 8272  | ↗8428 | ↗9495 | ↗9504 | ↗9507 | ↘8914 | ↘8355 |
| 2010  | 2011  | 2012  | 2013  | 2014  | 2015  | 2016  |
| ↘8034 | ↘7997 | ↘7949 | ↘7942 | ↘7934 | ↘7840 | ↘7788 |
| 2017  | 2018  | 2019  | 2020  | 2021  |       |       |
| ↘7704 | ↘7602 | ↘7495 | ↘7463 | ↘6614 |       |       |

## Административное устройство
В черте поселка находятся посёлки (деревни и т. д.): Мишкино — 7,9 тыс. чел., пос. Иванковское — 150 чел., дер. Такташи — 70 чел.

## Транспорт

### Железнодорожный транспорт
Через пгт. Мишкино проходит железнодорожный путь Транссиба. Ежедневно через посёлок проходят электропоезда по направлению: Курган — Шумиха — Челябинск, Курган — Шумиха — Каясан, Курган — Шумиха, Челябинск — Шумиха — Курган, Щучье — Шумиха — Курган, Шумиха — Курган.

#### Федеральные автомагистрали
Через пгт. Мишкино проходит важнейшая федеральная трасса М51 (Челябинск — Курган — Петропавловск (Казахстан) — Омск — Новосибирск).

## Общество

### Наука и просвещение
Средние общеобразовательные заведения:
- «Мишкинская СОШ»
- «Мишкинская НачШ»

Лицеи, Университеты:
- «Мишкинский профессионально-педагогический колледж»

### Медицина и здравоохранение
- «Мишкинская центральная районная больница»
- «Мишкинская психиатрическая больница»

Православные храмы:
- Свято-Троицкий Храм

## Промышленность

### Химическая
- «Агрохимия»

### Пищевая
- ООО «Мишкинский КХП» (входит в состав агропромышленного объединения «Макфа»)
- ООО «Мишкинский продукт»

### Прочее
- «Энергия»
- «Мишкинская Типография»
- «Иванковский лесхоз»
- АО «Новая Пятилетка»
- «Кирзавод» Завод по производству кирпичей

## Культура и искусство

### Музеи
- МКУК «Мишкинский районный историко-краеведческий музей» им. А. П. Сычёва

ЕЦКДиБО Мишкинского района (филиал п. Мишкино)

### Библиотеки
- МКУК «Мишкинская центральная районная библиотека»

### Детские школы искусств
- МКОУ ДОД «Детская школа искусств» р.п. Мишкино

## СМИ

### Печать
- Мишкинская районная газета «Искра»

## Спорт
- Гиревой спорт
- ХК «Мишкино»

Спортивные сооружения поселка:
- ДЮСШ
- Футбольный стадион
- Хоккейный корт